# Bisbat de Còrdova
|  | Per a altres significats, vegeu «Bisbat de Córdoba». |

El Bisbat de Còrdova és una diòcesi que comprèn aproximadament la província de Còrdova, en la Comunitat Autònoma d'Andalusia (Espanya) i és sufragània de l'arxidiòcesi de Sevilla.

## Episcopologi
- Sever (279)
- Grato
- Beroso
- Osi (295 - 357)
- Higini (358 - 387)
- Gregori (388)
- Esteve (finals del s. V)
- Agapio I (antes de 589 - c. 591)
- Eleuterio (c. 591 - després de 597)
- Agapio II (antes de 614 - c. 618)
- Honori (c. 619- c. 633)
- Leudefredo (ca. 630 - 646)
- Fósforo (653)
- Mumulo (des de 683- fins al 688)
- Fèlix
- Lleó (Lleonci, Leovigild?)
- Recafredo
- Lope de Fitero (1238 - 1245)
- Gutierre Ruiz de Olea (1245 - 1249)
- Pedro Yáñez (1249 - 1251)
- Lope Pérez de Retes (1252 - 1257)
- Fernando de Mesa (1257 - 1274)
- Pascual (1274 - 1293)
- Gil Domínguez (1294 - 1299)
- Fernando Gutiérrez (1300 - 1325)
- Gutierre Ruiz (1326 - 1336)
- Juan Pérez de Saavedra (1336 - 1346)
- Fernando Núñez de Cabrera (1346 - 1350)
- Martín Jiménez de Argote (1350 - 1362)
- Andrés Pérez Navarro (1363 - 1372)
- Alfonso de Vargas (1373 - 1379)
- Juan Fernández Pantoja (1379 - 1397)
- Menendo (1379 - 1393)
- Fernando González Deza (1398 - 1426)
- Gonzalo Venegas (1426 - 1439)
- Sancho Sánchez de Rojas (1440 - 1454)
- Gonzalo de Illescas (1454-1464)
- Pedro de Córdoba y Solier (1464-1476)
- Alonso de Burgos (1477 - 1483, nomenat bisbe de Conca)
- Tello de Buendía (1483-1484)
- Luis de Velasco (1484)
- Íñigo Manrique de Lara y Quiñones (1485 - 1496)
- Francisco Sánchez de la Fuente (1496-1498)
- Juan Rodríguez de Fonseca (1499 - 1504)
- Juan Daza (1504-1510)
- Martín Fernández de Angulo (1510 - 1516)
- Alfonso Manrique de Lara (1516 - 1523, nomenat arquebisbe de Sevilla)
- Juan Álvarez de Toledo, O.P. (1523 - 1537, nomenat bisbe de Burgos)
- Pedro Fernández Manrique (1537 - 1540) cardenal de San Juan y San Pablo
- Leopold d'Àustria (1541 - 1557)
- Diego de Álava y Esquivel (1558 - 1562)
- Cristóbal Rojas Sandoval (1562 - 1571, nomenat arquebisbe de Sevilla)
- Bernardo de Fresneda, O.F.M. (1571 - 1577, nomenat arquebisbe de Saragossa)
- Martín de Córdoba y Mendoza, O.P. (1578 - 1581)
- Antonio de Pazos y Figueroa (1582 - 1586)
- Francisco Pacheco de Córdoba (1587 - 1590)
- Hernando de Vega y Fonseca (1591 - 1591)
- Pedro Portocarrero (1594 - 1597, nomenat bisbe de Conca)
- Francisco de Reynoso y Baeza (1597 - 1601)
- Pablo de Laguna (1603 - 1606)
- Diego Mardones, O.P. (1607 - 1624)
- Cristóbal de Lobera y Torres (1625 - 1630, nomenat bisbe de Plasència)
- Jerónimo Ruiz Camargo (1632 - 1633)
- Domingo Pimentel de Zúñiga, O.P. (1633 - 1641, nomenat arquebisbe de Sevilla)
- Pedro de Tapia, O.P. (1649 - 1652, nomenat arquebisbe de Sevilla)
- Antonio Valdés Herrera (1653 - 1657)
- Francisco de Alarcón y Covarrubias (1657 - 1675)
- Alfonso de Salizanes y Medina (1675–1685)
- Pedro de Salazar, cardenal (1686-1706)
- Juan Bonilla Vargas, O.SS.T. (1710 - 1712)
- Francisco Solís Hervás, O. de M. (1714 - 1716)
- Marcelino Siuri Navarro (1717 - 1731)
- Tomás Ratto Ottonelli (1731 - 1738)
- Pedro Salazar Góngora (1738 - 1742)
- Miguel Vicente Cebrián y Agustín (1742 - 1752)
- Francisco de Solís Folch de Cardona (1752 - 1755, nomenat arquebisbe de Sevilla)
- Martín Barcia Carrascal (1756 - 1771)
- Francisco Garrido de la Vega (1772 - 1776)
- Baltasar Yusta Navarro (1777 - 1787)
- Antonio Caballero y Góngora (1788 - 1796)
- Agustín Ayestarán Landa (1796 - 1804)
- Pedro Antonio Trevilla (1805 - 1832)
- Juan José Bonel y Orbe (1833 - 1847, nomenat arquebisbe de Toledo)
- Manuel Joaquín Tarancón y Morón (1847 - 1857, nomenat arquebisbe de Sevilla)
- Juan Alfonso Albuquerque Berión (1857 - 1874)
- Zeferino González y Díaz Tuñón, O.P. (1875 - 1883, nomenat arquebisbe de Sevilla)
- Sebastián Herrero Espinosa de los Monteros (1883 - 1898, nomenat arquebisbe de València)
- José Proceso Pozuelo y Herrero (1898 - 1913)
- Ramón Guillamet i Coma (1913 - 1920, nomenat bisbe de Barcelona)
- Adolfo Pérez y Muñoz (1920 - 1945)
- Pedro Segura y Sáenz (1945-1946) (administrador apostòlic)
- Albino González Menédez Reigada, O.P. (1946 - 1958)
- Manuel Fernández-Conde García del Rebollar (1959 - 1970)
- José María Cirarda Lachiondo (1971 - 1978, nomenat arquebisbe de Pamplona)
- José Antonio Infantes Florido (1978 - 1996)
- Francisco Javier Martínez Fernández (1996 - 2003, nomenat arquebisbe de Granada)
- Juan José Asenjo Pelegrina (2003 - 2010, nomenat arquebisbe de Sevilla)
- Demetrio Fernández González (des de 2010)[1]